# Thunder of the Gods
Thunder of the Gods ist ein Jazzalbum von Sun Ra and His Arkestra. Die 1965 und circa 1971 entstandenen Aufnahmen erschienen am 7. April 2017 auf dem Label Modern Harmonic.

## Hintergrund
Sun Ra and His Arkestra waren keine traditionelle Studioband, und die Ursprünge ihrer Platten lassen sich manchmal schwer bestimmen, schrieb Christopher Eddy (Sun Ra Arkive). Jedoch wenn es um die Musik auf Thunder of the Gods geht, sei die Klärung der Entstehungsgeschichte etwas einfacher. „Calling Planet Earth – We’ll Wait for You“ wurde auf Bändern von Ras Aufnahmesession für das Album Universe in Blue entdeckt, die vermutlich 1971 entstanden waren. Der Titeltrack und „Moonshots Across the Sky“ stammen aus den Strange Strings-Sessions von 1966.
Die Produktion des Albums entstand in Kooperation von Stephanie Kennedy als Produktionskoordinatorin mit Jay Millar von Modern Harmonic und dem Sun-Ra-Archivar Michael D. Henderson.
Für die Covergestaltung durch Modern Harmonic wurde Sun Ras Klangkunst mit der visuellen Kunst von Chesley Bonestell („The Father of Modern Space Art“) verbunden, dessen Werk „Formation of the Earth’s Continents“ von 1952 sich über die Vorder- und Rückseite ausbreitet.

## Titelliste
- Sun Ra: 'Thunder Of The Gods (Modern Harmonic MHCD-021)[3]

1. Calling Planet Earth - We'll Wait for You (Stereo) 23:30
2. Moonshots Across the Sky (mono) 5:41
3. Thunder of the Gods (mono) 13:23

Die Kompositionen stammen von Sun Ra.

## Rezeption
Dass diese Musik nach all dieser Zeit überlebt hat, um unsere Ohren zu erreichen, sei ein wirklich wunderbares Geschenk, so Christopher Eddy (Sun Ra Arkive). „Es klingt, als ob dies entweder aus einer lange zurückliegenden Vergangenheit oder der fernen Zukunft stammen könnte, aber am vollkommensten ist es die Musik von jetzt.“
Paul Simpson verlieh dem Album in Allmusic vier Sterne und schrieb, das Stück aus der gleichen Zeit wie das Strange Strings-Album, so genannt, weil Sun Ra den Musikern Saiteninstrumente zur Verfügung stellte, mit denen sie nicht vertraut waren, sei eine der herausforderndsten Musik, die das Arkestra je produziert habe, gefüllt mit atonalem Kratzen, Klappern und Klatschen. Dies sei faszinierender Stoff für Hardcore-Fans von Sun Ra, aber von den meisten anderen Hörern werde wohl die erste Hälfte des Albums eher mehr als einmal gespielt.
Nach Ansicht von Sheldon Pearce, der das Album in Pitchfork Media rezensierte, würde dieses Material aus verschiedenen Sessions nun miteinander auf Thunder of the Gods gekoppelt neues Leben annehmen – dies seien „Deep-Wave-Übertragungen von der anderen Seite der Milchstraße. Sie sind jeweils leicht schief, grenzen an Bizarrheit, sind aber absolut berauschend.“ Dies sei eine intergalaktische Darbietung, die zur Sci-Fi-Odyssee wurde. Es gebe Visionen von interstellaren Reisen, Vorahnungen der Mondlandung und Parallelen zum Mythischen, die das Wissenschaftliche mit dem Göttlichen in Verbindung bringen würden. Die Art und Weise, wie oft die größten Tiefen und Ränder [des Weltalls] durch den Klang wiedergegeben werde, sei oft nur ein Versuch, die Faszination und das Mysterium des Unerforschten zu erfassen. Doch Sun Ra habe es gewagt, sich den Weltraum als einen offenen Kanal vorzustellen, „nicht als Fenster zu allem, was wir nicht wissen, sondern als Tor zu allem, was möglich ist.“
Dan Kok schrieb in Pop Matters, dies ist keine Musik für schwache Nerven oder ungeduldige Ohren, dies sei kühn, seltsam und auch schwierig, aber wie in Berichten aus zweiter Hand über unentdeckte Länder sei es unmöglich zu verstehen, was hier kommuniziert werde, ohne diese Fremdheit selbst zu sehen und zu erleben.